# HD 80170
HD 80170，又名CD-38 5430，SAO 200185、HR 3694，是一颗恒星，视星等为5.33，位于銀經264.14，銀緯6.8，其B1900.0坐标为赤經9h 13m 1.8s，赤緯-38° 6.8′ 55″。